# Møyenknatten
Der Møyenknatten ist ein 1422 m hoher Nunatak in der Heimefrontfjella des ostantarktischen Königin-Maud-Lands. Er ragt im äußersten Westen der Kottasberge auf.
Wissenschaftler des Norwegischen Polarinstituts benannten ihn 1969. Namensgeber ist Knut Møyen (1907–1984), ein Anführer der Widerstandsbewegung gegen die deutsche Besatzung Norwegens im Zweiten Weltkrieg.